# Bogenneusiedl
Bogenneusiedl ist eine Ortschaft und eine Katastralgemeinde der Gemeinde Hochleithen im Bezirk Mistelbach in Niederösterreich.

## Geografie
Das Dorf liegt im Weinviertler Hügelland zwischen Gaweinstal und Niederkreuzstetten an den Landesstraßen L3030 und L3100, die sich im Ort kreuzen. Durch den Ort fließt ein Zufluss des Hautzendorfer Baches.

## Geschichte
Im Jahr 1822 wurde der Ort als Dorf mit 47 Häusern genannt, das nach Wolfpassing eingepfarrt war, wohin auch die Kinder eingeschult wurden. Die Herrschaft Klosterneuburg besaß die Ortsobrigkeit und besorgte die Konskription. Die Landgerichtsbarkeit wurde von der Herrschaft Kreutzenstein ausgeübt.
Laut Adressbuch von Österreich waren im Jahr 1938 in der Ortsgemeinde Bogenneusiedl ein Dachdecker, ein Gastwirt, zwei Gemischtwarenhändler, ein Landesproduktehändler, ein Schmied, eine Schneiderin, ein Schuster und drei Landwirte mit Ab-Hof-Verkauf ansässig. Bis zur Eingemeindung nach Hochleithen bildete der Ort eine eigene Ortsgemeinde.

## Persönlichkeiten
- Anton Bernhart (1803–1849), Komponist und Pädagoge, wurde hier geboren